# Kleszcze
Kleszcze (tyska Kleist) är en by i kommunen Ińsko i Powiat stargardzki i Västpommerns vojvodskap i nordvästra Polen. Kleszcze har 5 invånare. Kleszcze utgjorde före 1945 en del av Tyskland.